# Somalia en los Juegos Olímpicos de Pekín 2008
Somalia estuvo representada en los Juegos Olímpicos de Pekín 2008 por dos deportistas, un hombre y una mujer, que compitieron en atletismo.
El equipo olímpico somalí no obtuvo ninguna medalla en estos Juegos.